# Iabălkoveț, Kărdjali
Iabălkoveț (în bulgară Ябълковец) este un sat în comuna Ardino, regiunea Kărdjali,  Bulgaria. 

## Demografie
Componența etnică a satului Iabălkoveț
     Turci (98%)
     Nicio identificare (2%)
     Altele (0%)
La recensământul din 2011, populația satului Iabălkoveț era de 200 locuitori. Din punct de vedere etnic, majoritatea locuitorilor (98,0%) erau turci. Pentru 2,0% din locuitori nu este cunoscută apartenența etnică.